# Atlantis: The Lost Tales
Atlantis: De verloren Legende (origineel: Atlantis: The Lost Tales) is een computerspel ontwikkeld door Cryo Interactive en uitgegeven door DreamCatcher Interactive, en kwam uit op 30 september 1997. Het avonturenspel is vernoemd naar de setting van de game: het mythische eiland Atlantis. Het is het eerste deel in een serie die lijkt op Myst. Het spel werd opgevolgd door Atlantis II (Beyond Atlantis outside Europe), Atlantis III: The New World, Atlantis Evolution en The Secrets of Atlantis: The Sacred Legacy.

## Het Verhaal
In Atlantis bestuurt de speler het hoofdpersonage Seth. Dit personage komt naar het eiland Atlantis om lijfwacht te worden bij de koninklijke garde. Als hij aankomt, blijkt dat de koningin ontvoerd is. Seth gaat op onderzoek uit en komt erachter dat er een complot is van Creon om de macht over te nemen. Na een zoektocht weet hij de koningin te bevrijden op een ander eiland, maar zij heeft het geheim van de priesteressen verteld aan Creon. Ze schaamt zich hiervoor en wil geen koningin meer zijn. Met het geheim dat Creon heeft bemachtigd weet hij een wapen te bouwen. Seth wil dat de rust op Atlantis kan terugkeren en probeert Creon te stoppen. Uiteindelijk lukt dit, maar de vulkaan op Atlantis barst uit en Atlantis zinkt naar de bodem. Seth vaart weg op een bootje, samen met zijn geliefde.

## Gameplay
Atlantis is een zogenaamde "Point and click adventure". Dit houdt in dat men in een semi-3D wereld rondloopt. Er zijn vaste punten waar men kan staan en vanuit deze punten kan men vrij rondkijken. De speler loopt van punt naar punt via kleine cutscenes. Deze hebben vaak een hogere beeldkwaliteit. Tussen het lopen door zijn er puzzels, die erg variëren in moeilijkheid, en dialogen met NPC's.
Het is in Atlantis niet mogelijk zelf het spel op te slaan. In plaats daarvan is er een autosave die het spel regelmatig opslaat.

## Ontvangst
| Beoordeeld door             | Platform | Datum           | Score |
| --------------------------- | -------- | --------------- | ----- |
| Adventure Lantern           | DOS      | april 2006      | 86%   |
| Imperium Gier               | Windows  | 1 januari 2000  | 86%   |
| CyberJoy                    | Windows  | 1 april 1998    | 80%   |
| PC Gameplay (Benelux)       | Windows  | juli 1997       | 76%   |
| Jeuxvideo.com               | DOS      | 4 maart 2011    | 75%   |
| Game.EXE                    | Windows  | juli 1997       | 70%   |
| PC Player (Duitsland)       | Windows  | juli 1997       | 60%   |
| GameSpot                    | Windows  | 23 oktober 1997 | 42%   |
| Computer Gaming World (CGW) | Windows  | november 1997   | 40%   |
| Computer Gaming World (CGW) | DOS      | november 1997   | 40%   |